# بخش آختوبینسکی
بخش آختوبینسکی (به لاتین: Akhtubinsky District) یک منطقهٔ مسکونی در روسیه است که در استان آستراخان واقع شده‌است.